# Кременчуцький ґебіт
Кременчу́цький ґебі́т, окру́га Кременчу́к (нім. Kreisgebiet Krementschug) — адміністративна одиниця генеральної округи Київ райхскомісаріату Україна під час німецької окупації Української РСР протягом Німецько-радянської війни. Адміністративним центром округи був Кременчук.

## Історія
Ґебіт утворено 1 вересня 1942 року на території Полтавської області. Формально існував до 1944 року. Охоплював територію чотирьох тодішніх районів Полтавської області: Великокринківського, Глобинського, Градизького і Кременчуцького — та, відповідно, поділявся на чотири райони (нім. Rayons): Великі Кринки (Rayon Welikije Krinki), Глобине (Rayon Globino), Градизьк (Rayon Gradischsk) і Кременчук (Rayon Krementschug), межі яких збігалися з тогочасним радянським адміністративним поділом. При цьому зберігалася структура адміністративних і господарських органів УРСР. Всі керівні посади в ґебіті обіймали німці, головним чином з числа тих, що не підлягали мобілізації до вермахту. Лише старостами районів і сіл призначалися лояльні до окупантів місцеві жителі або фольксдойчі.
У Кременчуці виходила газета «Дніпрова хвиля» (листопад 1941—1943), редактором якої спочатку був Михайло Щепанський, а після 28 лютого 1942 — В. Тарасів. Останній у 1942 році також був редактором періодичного видання під назвою «Вечірній листок: Найновіші щоденні вісті».